# Anglesqueville-la-Bras-Long
Anglesqueville-la-Bras-Long település Franciaországban, Seine-Maritime megyében. Lakosainak száma 126 fő (2022. január 1.). Anglesqueville-la-Bras-Long Sainte-Colombe, Ermenouville, Fultot, Gonzeville, Hautot-l’Auvray és Héberville községekkel határos.

## Népesség
A település népességének változása:
| Lakosok száma | 117  | 115  | 116  | 117  | 119  | 121  | 125  | 127  | 126  |
|               | 2013 | 2015 | 2016 | 2017 | 2018 | 2019 | 2020 | 2021 | 2022 |